# روسدورف (شلسویگ-هولشتاین)
روسدورف (به آلمانی: Rosdorf) یک شهر در آلمان است که در اشتاینبورگ واقع شده‌است. روسدورف ۳۷۷ نفر جمعیت دارد.